# ミリアム・エルナンデス
ミリアム・ラケル・エルナンデス・ナバロ（西: Myriam Raquel Hernández Navarro、1965年5月2日 -）は、チリの女性歌手、作詞家。
主にロマンティック・バラードを中心に活動しており、そのため「アメリカ大陸のバラディスタ」という愛称が付けられることがあるが、エレクトロニックやヒップホップなど他のジャンルとの融合も試みている。
1980年代後半に音楽活動を開始させ、アルバム『マリアム・エルナンデス』とシングル「エル・オンブレ・ケ・ジョ・アモ」（日：私が恋する男）が1989年のビルボードHot Latin Tracksで10位にランクインし、同年にファーストアルバムはビルボードLatin Pop Songsで4位を記録。スタジオアルバム9枚、シングル39枚をリリースしており、ラテンアメリカ音楽シーンのさまざまなアーティストとのデュエットも含まれている。
全世界で1,000万枚以上のフィジカルアルバムを売り上げており、チリの音楽アーティストの中で最も売れたアーティストの一人となっている。シングル13枚がビルボードHot Latin Songsチャートにランクインしており、「ペリグロソ・アモール」（日：危険な愛）と「テ・パレセス・タント・ア・エル」（彼に似すぎている）は1位を獲得している。また、アルバム『ドス』はLatin Pop Albumsチャートで1位を記録。Latin Pop Songsチャートでは、「ウェレ・ア・ペリグロ」（日：危険の匂い）と「エセ・オンブレ」（日：その男）も1位を記録している。
2011年、アルバム『セデュクシオン』で最優秀女性ポップ・ヴォーカル・アルバム賞のラテン・グラミー賞にノミネートされた。また、2015年にはラテン・レコーディング・アカデミーから大統領功労賞を受賞し、同年にはラテン・ソングライターズ・ホール・オブ・フェイムに入殿した。2022年にはラテン・グラミー生涯功績賞を受賞し、同国の女性アーティストとして初めてその栄誉を得た。
チリでのテレビ番組の司会や出演にも進出しており、女優としても時折参加している。彼女は2002年から2006年にかけてビニャ・デル・マール音楽祭の司会を務め、5回にわたって招待アーティストとして出演し、最高の賞を受賞した。

## ディスコグラフィ

### スタジオ・アルバム
- 1988年: Myriam Hernández
- 1990年: Dos
- 1992年: III
- 1994年: IV
- 1998年: Todo el amor
- 2000年: + y más
- 2004年: Huellas
- 2007年: Enamorándome
- 2011年: Seducción
- 2022年: Sinergia
- 2024年: Tauro